# Corrado Cagli
Corrado Cagli (Ancona, 23 febbraio 1910 – Roma, 28 marzo 1976) è stato un artista italiano.

## Biografia

### Il primo periodo romano
Corrado Cagli nasce ad Ancona il 23 febbraio 1910 in una famiglia ebraica da Alfredo e Ada Della Pergola. Cinque anni più tardi, si trasferisce insieme con la famiglia a Roma ove compie studi classici e frequenta l'Accademia di Belle Arti.
Già nel 1925-1926, Cagli illustra le copertine e alcune pagine interne de “La Croce Rossa Italiana Giovanile”, rivista per le scuole primarie e secondarie italiane. Nel 1927 realizza una tempera per il soffitto di un club in via Sistina, opera che in seguito verrà distrutta, mentre nella primavera dell'anno successivo esordisce con un lavoro di artigianato, un cofano “del focolare” alla XCIV Esposizione di Belle Arti della Società Amatori e Cultori di Belle Arti a Roma. Sempre nel 1928 realizza un murale a “tempera magra” per il salone adibito a teatro del gruppo rionale Campo Marzio – Trevi – Colonna  del PNF, in via del Vantaggio a Roma. Dell'opera perduta non è rimasta alcuna traccia a parte che una testimonianza di Dario Sabatello che in uno scritto ne evoca i temi: “Sono scene di vita nei campi, nelle officine, nelle palestre; plastiche e sincere e sentite”.

### A Umbertide
Nel 1929, a Umbertide, inizia a lavorare nella fabbrica di ceramiche d'arte Rometti, una famiglia importante anche per quanto riguarda la storia politica italiana considerato l'esilio di Clòtide in Francia. L'anno dopo Corrado Cagli sarà nominato direttore artistico della manifattura per la produzione di ceramiche. Nello stesso anno, sempre ad Umbertide, nella casa Mavarelli-Reggiani, esegue un affresco di 60 metri sul tema della Battaglia del grano, suddiviso in dodici riquadri che rivestono le quattro pareti della sala.

### Cagli e i nuovi pittori romani
Nell'aprile del 1932 Cagli inaugura una personale con Adriana Pincherle alla Galleria di Roma, diretta da Pier Maria Bardi, nella quale espone La Fortuna e vari ritratti - fra cui il Ritratto di Sclavi e Igino - studi, disegni, alcune ceramiche e la scultura Ritratto di Serena. Successivamente fonda, assieme a Giuseppe Capogrossi ed Emanuele Cavalli, il Gruppo dei Nuovi Pittori Romani. Alla fine dell'anno ha già decorato alcune pareti alla Mostra romana dell'Edilizia ed eseguito Preparativi alla guerra (una tempera all'uovo su muro di 30 metri quadri) nel vestibolo della V Triennale di Milano quando, su invito della Commissione Archeologica di Salerno, si reca a Paestum e visita, probabilmente, anche Napoli e Pompei). Il viaggio, durante il quale esegue dipinti e disegni, sarà importante per la sua conoscenza della pittura pompeiana.
Nel 1933 scrive l'articolo Muri ai pittori, fondamentale per la storia del muralismo italiano, in cui formula i suoi fondamenti teorico-estetici, sostenendo delle posizioni affini a quelle che Sironi andava esprimendo nello stesso periodo:

### A Parigi
Nel dicembre 1933, Cagli si sposta Parigi dove espone insieme a Capogrossi, Cavalli e Sclavi alla Galerie Jacques Bonjean. Organizzata dal conte Emmanuele Sarmiento, la mostra è presentata in catalogo dal critico Waldemar George che raggruppa i quattro giovani artisti sotto l'etichetta di Ecole de Rome. Cagli espone Ritratto del pittore Prieto, Edipo, La colomba, Natura morta, Composizione. La mostra ha numerose recensioni, sia in suolo italiano sia francese.

### Di nuovo a Roma

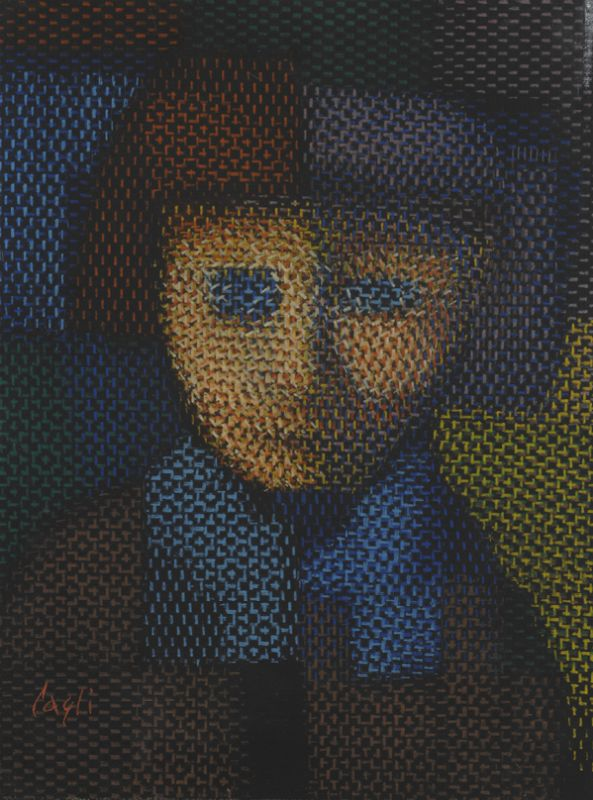
Corrado Cagli - Steve 1956 - olio su carta intelata - Parma, Collezione Privata

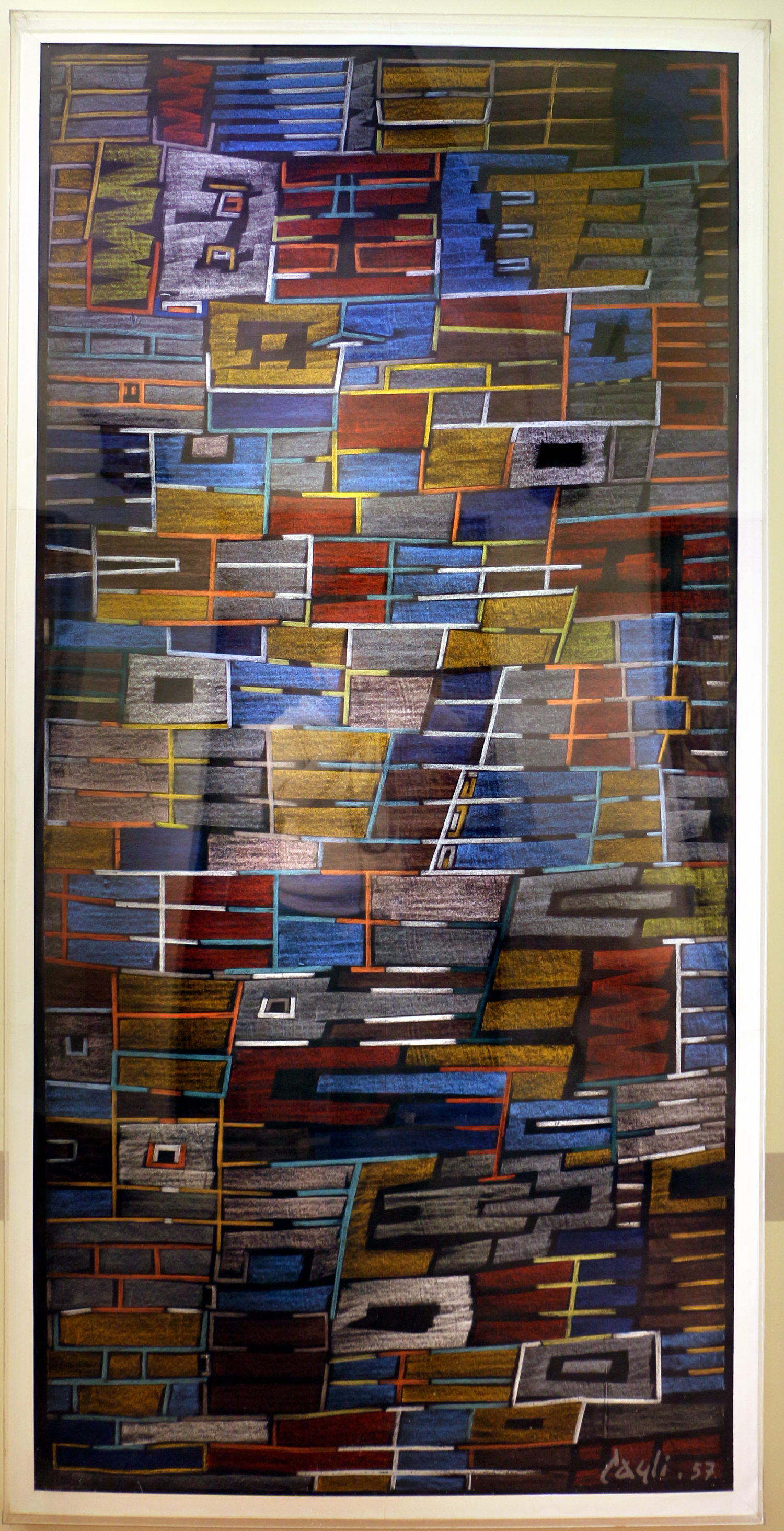
Senza titolo, bozzetto per mosaico (1957), Collezione Mosaici Moderni della Pinacoteca di Ravenna

Si apre nel febbraio del 1935 al Palazzo delle Esposizioni di Roma la II Quadriennale d’arte nazionale, ordinata da C.E. Oppo. Cagli espone quattro pannelli murali asportabili per la rotonda allestita da Piero Aschieri. I pannelli, alti quasi 4 metri, raffigurano il tema della bonifica dell'Agro Pontino (sono costituiti da una Protasi e da tre Cronache del tempo). Presenta inoltre un cospicuo numero di opere: La Romana, Il neofita, Il Palatino, Ritratto di Afro, L'Angelica, I Sabaudesi, La notte di San Giovanni, I neofiti, Composizione, Battaglia, Sette pennelli e sei disegni. Gli viene assegnato un premio di 10.000 lire.

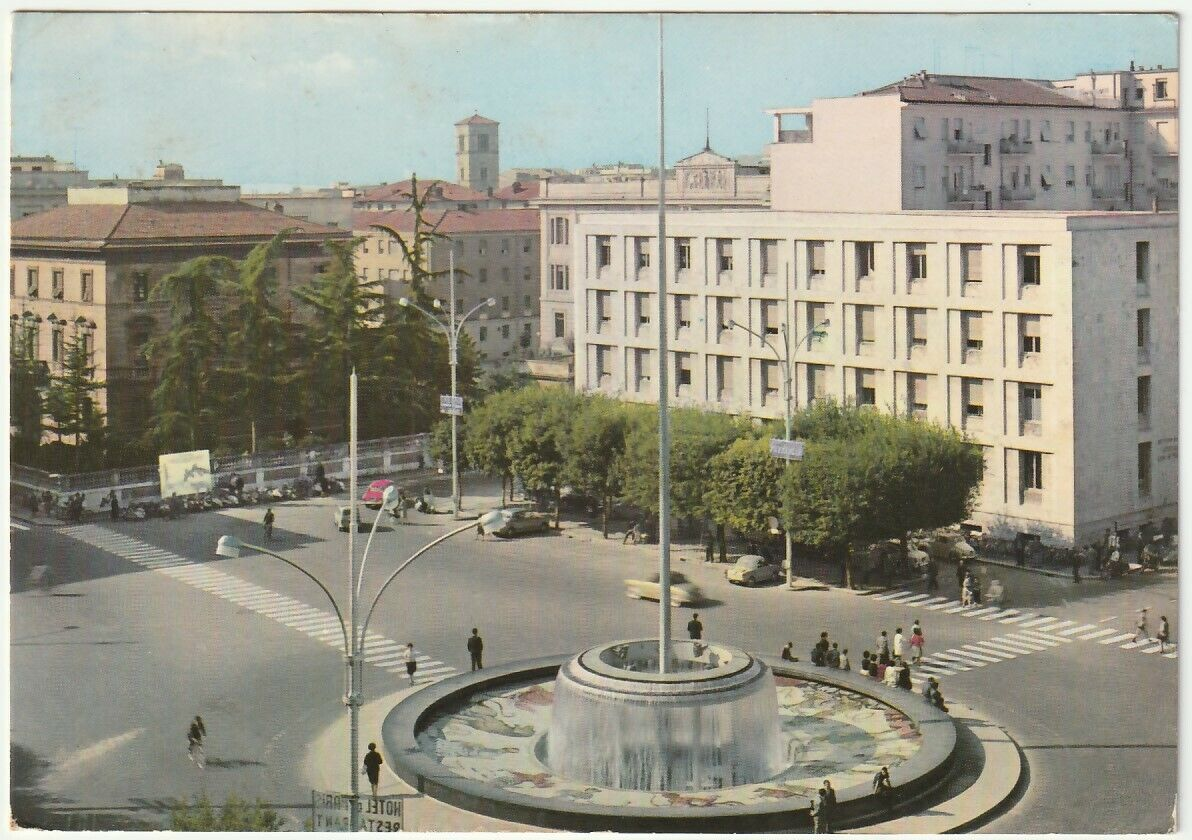
La fontana dello Zodiaco, a Terni nel 1975, in cui sono ancora visibili le decorazioni di Cagli

Nel 1932/33 gli vengono commissionate le decorazioni policrome eseguite su vetro di Venezia per la fontana dello Zodiaco a Terni, danneggiate nell'ultimo conflitto mondiale.
È incaricato della realizzazione di due dipinti murali per l'edificio di Castel De'Cesari (odierna Accademia Nazionale di Danza) di Roma, ristrutturato dall'architetto razionalista Gaetano Minnucci come sede dell'Opera Nazionale Balilla. Uno dei due murali raffigura La corsa dei barberi, rievocazione della celebre corsa dei cavalli bradi attraverso il Corso fino a Piazza del Popolo. Il ministro dell'Educazione Renato Ricci ordina la distruzione degli affreschi, a seguito della censura per inadeguatezza tematica. Nascosto da una falsa parete, costruita dallo stesso Cagli, verrà preservato il dipinto murale situato nella biblioteca, portato allo scoperto nel 1945 su iniziativa di Mirko Basaldella.
Il 1935 è un anno importante per il giovane artista, poiché tra aprile e maggio tiene una prima personale di cinquanta disegni alla Galleria La Cometa della Contessa Anna Laetitia (Mimi) Pecci Blunt, diretta da Libero De Libero e dallo stesso Cagli, inaugurata in quella occasione. La galleria svolgerà fino al 1938, in gran parte anche grazie all'influsso di Cagli, un'importante opera di diffusione culturale di taglio antinovecentista. Il catalogo contiene uno scritto di Massimo Bontempelli, zio di Cagli, sul disegno.
Nel 1936 si inaugura al Palazzo dell'Arte a Milano, la VI Triennale Internazionale. Cagli presenta sulla parete di fondo della sala delle Priorità Italiche, realizzata dal gruppo BBPR, un grande dipinto, 6x6 metri, a tempera encaustica su tavola tamburata, La battaglia di San Martino e Solferino. Del grande murale, realizzato in pannelli distinti nello studio romano e poi montato soltanto a Milano, non esistono cartoni o disegni d'insieme, ma solamente un bozzetto realizzato per la presentazione.
Il 26 maggio 1937 viene inaugurata l’“Exposition Internationale des Arts et des Techniques” a Parigi.  Cagli, aiutato da Afro Basaldella, suo collaboratore, realizza una serie di grandi dipinti (circa 200 m lineari) a tempera encaustica su tavola tamburata per la decorazione del vestibolo del padiglione italiano. I dipinti raffigurano immagini monumentali di Roma e ritratti dei grandi italiani dall'epoca romana al Risorgimento.
Nel giugno del 38' si apre la XXI Biennale di Venezia. Cagli partecipa con un affresco su intonaco, Orfeo che incanta le belve, di cui esiste un cartone preparatorio.

### A Firenze
Come si può notare scorrendo il numero delle mostre che lo vedono presente in città, «Cagli ebbe con Firenze legami forti. N'avvertì il fascino della cultura antica e fu sodale d'intellettuali che a Firenze vivevano». Il Comune di Firenze, continua lo storico dell'arte Antonio Natali nella presentazione del catalogo della mostra Omaggio a Corrado Cagli che ebbe luogo nel 2000, conserva «un vero patrimonio d'opere, (...) una trentina (...)». Tra queste La battaglia di San Martino donata agli esordi degli anni Ottanta da Franco Francesco Muzzi alla Galleria degli Uffizi.
Francesco Siciliani, scrivendo della personale spinta ad interessare al teatro Corrado Cagli, parla di «una lunga e approfondita conversazione sulla disponibilità di articolare il suo linguaggio pittorico verso forme scenografiche; infine una scelta: scene e costumi per il Tancredi di Rossini per il Maggio Musicale Fiorentino del 1952, (...)».

### L'esilio e la partecipazione alla Seconda guerra mondiale
Alla fine del 1938 è costretto all'esilio, in quanto omosessuale ed ebreo, a seguito della proclamazione delle leggi razziali e dell'intensificarsi degli attacchi antisemiti nei confronti della sua persona e della sua opera. Si stabilisce prima a Parigi dove continua ad esporre e, alla fine dell'anno 1939, da Cherbourg,  si imbarca alla volta di New York. Nella "grande mela" la sua arte non passa inosservata ed espone qualche tempo dopo il suo arrivo alla rinomata Julien Levy Gallery.
Nel 1941, nel mese di gennaio, tiene una personale al Civic Center Museum di San Francisco, ma due mesi dopo Cagli si arruola nell'esercito americano. Non cessa tuttavia la sua attività artistica, realizzando un cospicuo numero di dipinti e disegni e partecipando agli eventi espositivi come una personale alla Shaeffer Gallery di Los Angeles ed una personale di disegni al Wadsworth Atheneum di Hartford.
Nel 1943 si trasferisce in Gran Bretagna al seguito dell'esercito e l'anno successivo partecipa alle campagne di Francia, tra cui lo Sbarco in Normandia, Belgio e Germania. In questi anni realizza il celebre ciclo di disegni sul tema della guerra, tra cui spiccano le immagini ritratte al campo di concentramento di Buchenwald alla cui liberazione egli prese parte tra le truppe alleate.
Al termine della guerra ritorna a New York dove prosegue la sua attività sperimentando tecniche e stili sempre cangianti ed è tra i fondatori del The Ballet Society (odierno New York City Ballet) insieme a George Balanchine e Lincoln Kirstein. All'interno della compagnia Cagli era colui che realizzava le scene e i costumi.

### Il rientro in Italia

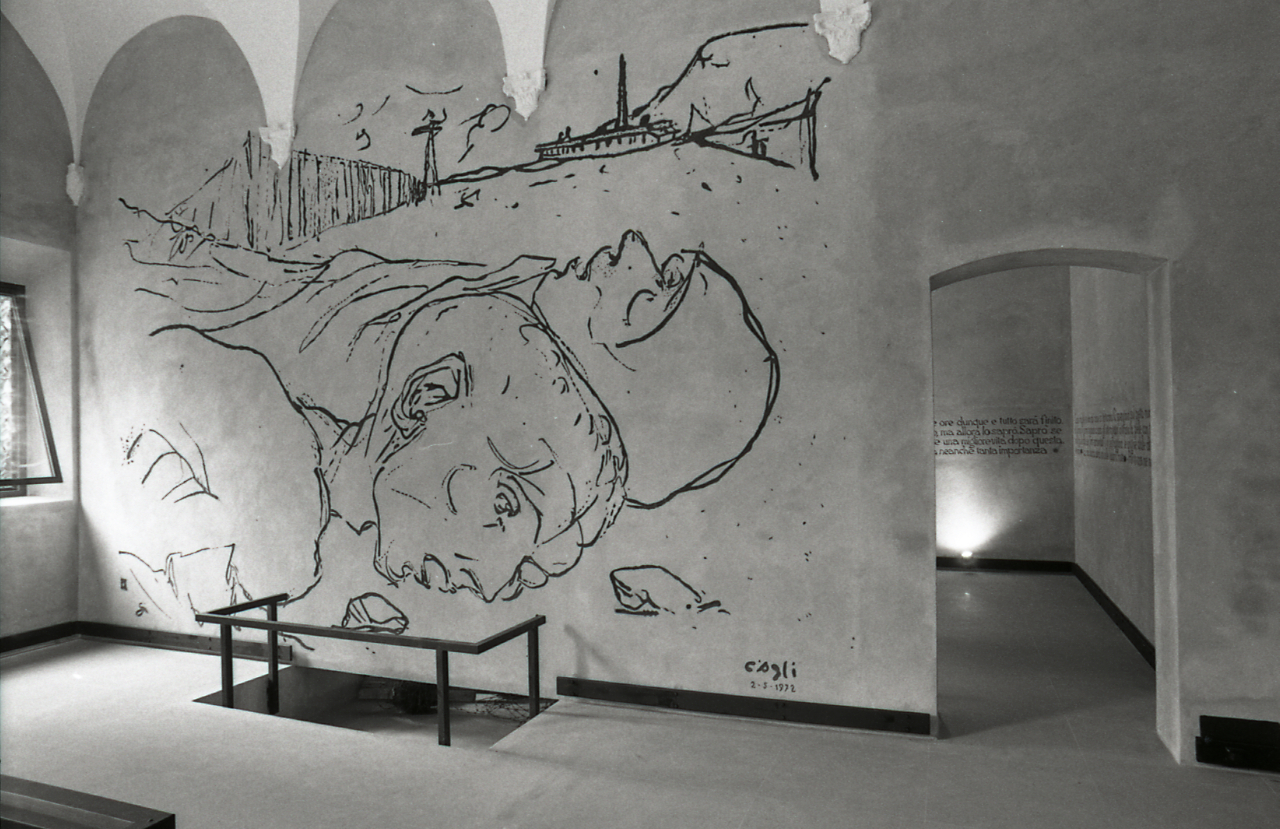
Graffiti per il Museo-monumento al deportato politico e razziale, Carpi. Foto di Paolo Monti

Nel 1948 decide di rientrare definitivamente in Italia e si stabilisce in uno studio in via del Circo massimo.
La stabilità e la tranquillità gli permettono di proseguire il suo percorso di ricerca analitica in pittura e di partecipare ad eventi espositivi sia in suolo italiano che estero. Intorno a lui gravitano numerosi artisti tra cui Mirko Basaldella, Capogrossi, Alberto Burri, Renato Guttuso.
Negli anni 1949-1950, partecipa alla costituzione dell'importante collezione Verzocchi, sul tema del lavoro, inviando, con un autoritratto, Il vasaio; la Collezione oggi è conservata nella Pinacoteca Civica di Forlì.
Tra la fine degli anni '50 e gli inizi del '60 viene incaricato, insieme ad altri artisti, di decorare la turbonave Leonardo da Vinci. Cagli darà il suo contributo allestendo alcune zone del transatlantico con i progetti di Leonardo da Vinci (come volo degli uccelli, ecc...) e con sei arazzi realizzati con il contributo dell'Arazzeria Scassa di Asti.
Nel 1963-64 espone alla mostra Peintures italiennes d'aujourd'hui, organizzata in Medioriente e in Nordafrica.
All'inizio degli anni '70 crea il graffito per il Museo Monumento al Deportato Politico e Razziale di Carpi (Modena): l'opera rappresenta il corpo senza vita di un deportato nudo accanto alla recinzione del campo.Il filo spinato originale sotto al grafico di Cagli, richiama il visitatore al significato simbolico di oppressione e privazione della libertà che il filo spinato assume in relazione al sistema dei campi. Oggi il filo spinato è divenuto universalmente l’emblema della violenza contro l’uomo.
Poi in quegli anni col suo allievo e collaboratore Annibale Casabianca, pittore e fumettista romano, realizzò scenografie, illustrazioni e dipinti.
Non lascia tuttavia l'attività di scenografo e costumista, partecipando a numerose rappresentazioni teatrali come: Tancredi di Rossini, del 1952; Macbeth di Bloch, del 1960; Estri di Petrassi, del 1968; Persephone di Stravinsky, del 1970; Agnese di Hohenstaufen di Spontini, del 1974; Missa Brevis di Stravinsky, del 1975.
Muore a Roma, nella sua dimora all'Aventino, il 28 marzo 1976.

## Archivio Corrado Cagli
Da oltre quaranta anni l'Archivio Corrado Cagli, con sede a Roma in via della Fonte di Fauno n. 12, è custode di foto, testi, documenti, ma non solo in quanto organizza ogni anno eventi espositivi per mantenere vivo il ricordo di questo grande artista.

## Premi e Onorificenze
- Guggenheim Fellowship per la pittura, 1946
- Premio Marzotto del 1954
- Diploma di Benemerenza con medaglia d'oro, consegnato dalla Società Nazionale Dante Alighieri nel 1960
- Premio Presidente della Repubblica per la pittura, Accademia Nazionale di San Luca, 1973 MOTIVAZIONE: "... La sua arte si evolve e si affina con una scioltezza artisticamente coerente, in un continuo gioco di finzione e di magia che di volta in volta si fa immagine lineare, plastica, coloristica. Corradi Cagli ha infatti il dono non comune di poter esprimere l'iesauribilità delle sue facoltà immaginative nella pittura, nella scultura, nella grafica, non meno che nelle arti applicate, dall'encausto al mosaico, dalla ceramica agli arazzi, alla scenografia. L'arte di Cagli non ha conosciuto oblio neanche nei periodi travagliati della nostra storia recente..."
- Cittadinanza onoraria, Rovigo 1976
- Premio "Il Marzocco", Araldica Accademia Internazionale, 1982
- Cittadinanza onoraria, Viareggio, 1983
- Premio dell'Angelo, Città di Cagli, 2003

## Opere nei musei

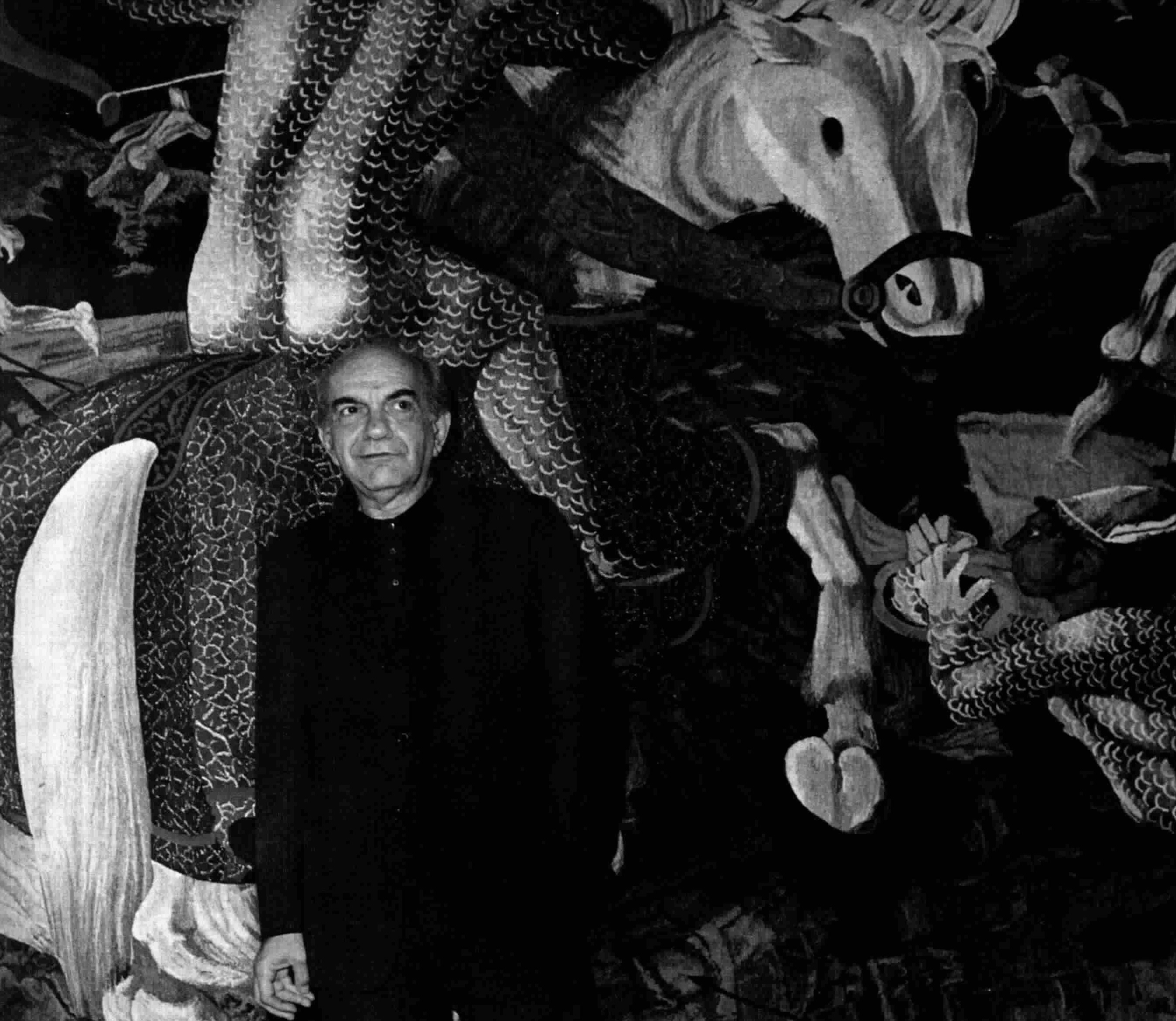
Corrado Cagli (1969)

- Galleria degli Uffizi, ex chiesa San Pier Scheraggio di Firenze con l'opera Battaglia di San Martino e Solferino (1936).
- Galleria provinciale di arte moderna e contemporanea di Messina
- MAGI '900 di Pieve di Cento (BO)

Con l'opera "La regola"
- Museo Palazzo Ricci di Macerata
- Museo del Sannio (sez. d'Arte) di Benevento
- Museum of Modern Art di New York
- Museo Puskin di Mosca
- Museo d'Arte Moderna di San Paolo (Brasile)
- Rembrandt Art Center di Johannesburg
- Museo d'Arte Moderna di Eilat (Israele)
- Galleria Civica Pontificia di Città del Vaticano
- Museo Novecento di Firenze
- Galleria Civica d'Arte Moderna di Gottinga
- Museo delle Fosse Ardeatine di Roma
- Museo-monumento al deportato politico e razziale
- Museo degli Arazzi di Asti
- Pinacoteca Comunale di Asti
- Wadsworth Atheneum di Hartford
- Museum Ein Harod di Israele
- Galleria d'Arte Moderna Comunale di Roma
- Galleria Civica d'Arte Moderna di Palermo
- Galleria Civica d'Arte Moderna di Ancona
- Galleria Civica d'Arte Moderna di Udine
- Galleria Civica d'Arte Moderna di Latina
- Museo di Palazzo Braschi di Roma
- Pinacoteca comunale di Marsala

## Esposizioni
1932
- Roma, Galleria di Roma, “Adriana Pincherle, Corrado Cagli”.

1935
- Roma, Palazzo delle Esposizioni, II Quadriennale Nazionale d'Arte di Roma (sala personale).
- Roma, Galleria La Cometa, “Corrado Cagli 50 disegni”.

1936
- Roma, VI Mostra del Sindacato Fascista Belle Arti del Lazio (sala personale).
- Roma, Galleria La Cometa, “Corrado Cagli”.

1937
- Parigi, Galerie des Quatre Chemins.

1938
- Firenze, Galleria d'Arte di Via Cavour.

1939
- Parigi, Galerie des Quatre Chemins, “Corrado Cagli. Peintures, dessins”.

1940
- New York, Julien Levy Gallery.

1941
- San Francisco, Civic Center Museum.
- Los Angeles, Shaeffer Gallery.
- Hartford, Wadsworth Atheneum.
- Los Angeles, Shaeffer Gallery.

1942
- San Francisco, M.H. De Young Memorial Museum, “Mural Paintings from the Day Room of Battery B, 143R" Field Artillery Camp San Luis Obispo by Corrado Cagli”.

1944
- Londra, Lefevre Gallery, “Paintings by André Bauchant, Drawings by Corrado Cagli”.

1945
- Roma, Galleria dello Zodiaco.

1946
- New York, Hugo Gallery, “C. Cagli, from Cherbourg to Leipzig, Documents and Memories”.
- Chicago, The Arts Club of Chicago.
- San Francisco, San Francisco Museum of Arts.
- Santa Barbara, The Santa Barbara Museum of Arts.

1947
- New York, Knoedler Gallery, “Corrado Cagli”.
- Roma, Studio d'Arte Palma, “Mostra di Corrado Cagli”.

1948
- New York, Knoedler Gallery.
- Milano, Galleria del Camino, “Pitture recenti di Cagli”.
- Roma, Galleria l'Obelisco, “Cagli".
- Milano, Galleria del Milione.
- Firenze, Galleria della Vigna.
- Genova, Galleria di Genova.

1949
- Asti, Galleria della Giostra.
- Genova, Galleria Genova - L'Isola.
- Roma, Galleria del Secolo, “Corrado Cagli”.
- Washington D.C., Watkins Gallery.

1950
- Roma, Galleria del Secolo, “Cagli".
- Roma, Galleria dell'Obelisco, “Corrado Cagli, i boschi di Lemery, i viaggi".
- Roma, Galleria dell'Obelisco.
- Venezia, Galleria del Cavallino.
- Milano, Galleria del Milione, “Dipinti di Corrado Cagli”.

1951
- Asti, Galleria della Giostra, “Corrado Cagli”.
- Roma, Galleria di San Marco, “Cagli”.
- Firenze, Bar degli Artisti, “Corrado Cagli”.
- Torino, Galleria della Bussola.
- Firenze, Galleria II Numero.

1952
- Roma, Galleria dell'Obelisco, “Cagli all'Obelisco”.

1953
- Roma, Galleria San Marco, “Cagli studi e disegni inediti”.
- Milano, Galleria Montenapoleone, “Cagli”.
- Torino, Galleria Lattes.
- Roma, Galleria Schneider, “Cagli, Campigli e Guttuso”.

1954
- Roma, Galleria II Pincio, “Cagli, Muccini e Sughi”.
- Roma, Galleria delle Carrozze, “Cagli e Mirko”.
- Milano, Galleria La Colonna, “Cagli".

1955
- Roma, Galleria Schneider, “Cagli”.
- Roma, Galleria dell'Asterisco, “Cagli”.
- Firenze, Galleria Numero, “Cagli”.
- New York, Schettini Galleries, “Cagli and Fantuzzi”.

1956
- Roma, Galleria La Tartaruga, “Corrado Cagli”.
- Viareggio, La Navicella, “Cagli, Guttuso, Pirandello”.

1957
- Roma, Galleria Schneider, “Cagli”.

1958
- Roma, Galleria Schneider, “Corrado Cagli. Le ‘Metamorfosi’.
- Roma, Galleria San Marco.
- Roma, Galleria il Segno, “Corrado Cagli”.

1959
- Bologna, La Loggia, “Opere di Corrado Cagli”.
- Milano, Galleria Blu, “Cagli”.
- Milano, Galleria del Disegno, “C. Cagli. Disegni 1932-1959”.
- Torino, Galleria Galatea, “Cagli”.
- Roma, Galleria Nuova Pesa, “Cagli”.
- Roma, Galleria Marguttiana.
- New York, Trabior's Gallery.

1960
- Milano, Galleria Pagani del Grattacielo, “Corrado Cagli”.

1961
- Asti, Galleria La Giostra.
- Sulmona, Teatro Comunale, “Corrado Cagli. ‘Le Metamorfosi’”.
- Firenze, Quadrante Studio d'Arte Contemporanea, “Cagli".
- Atene, Istituto Italiano di Cultura in Atene, “Corrado Cagli”.
- Terni, Ministero dei Lavori Pubblici, Ufficio del Genio Civile, “Ricostruzione della fontana di piazza Tacito”.

1962
- Roma, La Nuova Pesa, “Cagli opera grafica”.
- Roma, Galleria dell'Obelisco, “Corrado Cagli. Sculture”.
- Venezia, Galleria Alfa, “Cagli”.

1963
- Cortina d'Ampezzo, Galleria Hausammann, “Cagli”.
- Phoenix, Phoenix Art Museum, “Cagli”.
- Torino, Galleria la Cavourrina, “Cagli”.
- Genova, Galleria del Deposito, “Cagli”.

Torino, Centro per l'arredamento, “La pittura di Cagli nell'arredamento moderno”.
1964
- Roma, Studio A, “Corrado Cagli”.
- Firenze, Galleria L'Aquilone.
- Roma, Aca Gallery (espone con Porzano).

1965
- Milano, Civico Padiglione d'Arte Contemporanea, “Cagli”.

1966
- Roma, Galleria Don Chisciotte, “Cagli”.
- Roma, Galleria La Nuova Pesa, “Corrado Cagli”.
- Roma, Galleria 88.

1967
- Palermo, Civica Galleria d'Arte Moderna E. Restivo, “Cagli”.
- Roma, Galleria Don Chisciotte, “Cagli”.
- Roma, Libreria Rizzoli, “Cagli” (poi Milano, Libreria Rizzoli).
- Parma, Ridotto del Teatro Regio, “Cagli”.

1968
- Roma, Libreria Rizzoli.
- New York, Libreria Rizzoli.
- Palermo, La Robinia, “Cagli opere dal 1938 al 1968 ”.
- Salerno, Galleria II Catalogo, “I disegni di Cagli”.
- Napoli, Galleria San Carlo, “Opere grafiche”.
- Roma, Studio d'arte Condotti, “Cagli”.

1969
- Roma, Galleria La Nuova Pesa, “Mutazioni modulari e loro variazioni cromatiche”.
- Livorno, Circolo livornese della casa della Cultura, “Opere grafiche di Cagli”.
- Roma, AL 2, “Corrado Cagli”.
- Bari, La Rosta, “Cagli”.

1970
- East Hartford, Gallery 5 east, “Corrado Cagli”.
- Milano, Galleria Schettini, “Corrado Cagli”.
- Gottingen, Gottingen Kunstveren, “Corrado Cagli”.
- Latina, Galleria del Corso,“Corrado Cagli”.
- Roma, Galleria Lo Spazio, “Cagli”.
- Palermo, Galleria La Robinia,“Corrado Cagli ‘Unici’”.
- Roma, Galleria Canesi, “Corrado Cagli”.
- Pescara, Galleria 818, “Corrado Cagli”.

1971
- Napoli, Galleria Lombardi, “Cagli”.
- Lorica, Sale dell'Opera Sila, “Cagli”.
- Roma, Galleria dei Due Pini, “Corrado Cagli ‘Disegni di guerra’”.
- Palermo, Palazzo del Turismo, “L'Etna di Corrado Cagli”.
- Roma, Galleria Aldina, “Opere grafiche dal 1957 al 1971”.
- Firenze, Galleria Idea.
- Salerno, La Seggiola.

1972
- Firenze, Palazzo Strozzi, “L'Opera di Corrado Cagli” (antologica).
- Terni, Galleria Poliantea, “Corrado Cagli”.
- Siena, Palazzo Pubblico, “Mostra del Disegno. Corrado Cagli 1932-1972”.
- Roma, Galleria Ca' d'Oro, “Cagli: cinquanta disegni”.
- Cortina d'Ampezzo, Galleria “Arte-Cortina”.
- Firenze, Galleria Boccuzzi.
- Firenze, Palazzo Vecchio, Galleria di Bianch.

1973
- Terni, Centro d'Arte Sciamannini, “Corrado Cagli”.
- Arezzo, Galleria Comunale d'Arte Contemporanea, “Corrado Cagli”(antologica).
- Roma, Galleria Ca' d'Oro,“Cagli: cinquanta disegni”.
- Porto San Giorgio, Galleria dell'Ariete, “Corrado Cagli. Opere dal 1962 al 1973”.

1974 
- Assessorato per il Turismo della Regione Campania, “Corrado Cagli”.
- Positano, Azienda Autonoma Soggiorno e Turismo.
- Firenze, Galleria La Gradiva.
- Roma, Galleria Ca' d'Oro.
- Avezzano, Centro Iniziative Culturali, disegni e grafica.
- Trieste, Galleria d'Arte Corsia Stadion.
- Bari, Galleria Le Muse.
- Napoli, Villa Pignatelli.
- San Benedetto del Tronto, Galleria Il Mandracchio.
- Torino, Fondazione Agnelli.

1975
- Roma, Galleria della Torretta.
- La Spezia, Centro Allende, “Cagli dalla guerra alla Resistenza”.
- Taormina, Palazzo Corvaja, “Opere grafiche di Corrado Cagli”.
- Rieti, Galleria d'Arte n. 1, “Cagli”.
- Roma, Galleria Ca' d'Oro, “Cagli: cinquanta disegni”.
- Ostiglia, Galleria L'Incontro.
- Teramo, Salone del Palazzo della Sanità.
- Roma, Galleria Fontanella Borghese.
- Roma, Galleria Nuovo Carpine, “Cagli: il Teatro”.
- Rovigo, Accademia dei Concordi, “Cagli: gli arazzi”.

1976
- Matera, Studio Arti Visive, “Corrado Cagli”.
- La Spezia, Galleria d'Arte 2001.
- Palermo, Salone delle Esposizioni, “Cagli: disegni per la libertà”.
- Pienza, Palazzo Comunale, “Cagli”.
- Roma, Palazzo della Provincia,“Cagli. ‘Satiricon '76’”.

1977
- Ferrara, Palazzo dei Diamanti, Galleria Civica d'Arte Moderna, “Cagli”.
- Roma, Centro d'Arte Cultura Pan Art.
- Roma, Galleria Nuovo Carpine.
- Nizza di Sicilia, Palazzo Comunale, “Cagli”
- Rieti, Ente Provinciale del Turismo, “Opere grafiche di Corrado Cagli”.

1978
- Roma, Galleria Ca' d'Oro, “Cagli”.
- Brescia, A.A.B. Associazioni Artisti Bresciani, “Cagli: ventitré disegni”.
- Milano, Galleria Schettini, “Cagli”.
- Asti, Pinacoteca Civica, Palazzo Mazzetti “Cagli: Mostra antologica 1930-1976”.

1979
- Torino, Promotrice delle Belle Arti al Valentino, “Cagli, Guttuso,Porzano. Reggiani, Vacchi”.
- Firenze, Palazzo Strozzi, “La Fondazione Cagli per Firenze”.
- Messina, Salone di Rappresentanza del Comune di Messina.
- Firenze, Palazzo Strozzi, “Corrado Cagli e Mirko”.
- Firenze, Palazzo Strozzi, “Cagli.'La battaglia di San Martino per Firenze”.

1980
- Roma, Galleria La Gradiva, “Corrado Cagli opere inedite”.
- Arezzo, Galleria Comunale d'Arte Contemporanea, “Omaggio a Cagli. Operagrafica 1956-1976”.
- Ancona, Palazzo degli Anziani, chiesa del Gesù, “I tempi di Cagli”.
- Repubblica di San Marino, Palazzo dei Congressi, Dicastero del Ministero della Pubblica Istruzione e Cultura,“Corrado Cagli”.
- Reggio Calabria, Galleria d'Arte Morabito, “Corrado Cagli”.
- Bagheria, Galleria II Poliedro,“Corrado Cagli”.
- Roma, Galleria Ca' d'Oro,“Corrado Cagli”.
- Roma, Galleria La Gradiva, “Cagli”.
- Palermo, Galleria La Robinia, “Omaggio a Cagli”.

1981
- Letojanni, Palazzo Comunale,“Cagli, Grafica 1956-1976”.
- Macerata, Pinacoteca e Musei Comunali Amici dell'Arte, “Cagli scultore: 1927-1975”.

1982
- Macerata, chiesa di San Paolo, “Cagli scultore: 1927-1975” (poi Bari, monastero di Santa Scolastica).
- Modena, Sao Arte Club Le Salette.“Corrado Cagli”.
- Napoli, Castel dell’Ovo, “I percorsi di Cagli”.
- Roma, Galleria d'Arte Eliseo, “Corrado Cagli”.
- Roma, Galleria d'arte Parametro,“Cagli scultore: 1927-1975”.

1983
- Viareggio, LIV Premio Viareggio,“Omaggio a Cagli”.
- Milano, Galleria Schettini, “Disegni e pastelli di Corrado Cagli”.

1984
- Milano, Arte Polivalente Bonaparte,“Il Teatro di Cagli”.
- Roma, Castel Sant'Angelo, “Cagli.'Dal Primordio all'Archetipo”.
- Montecatini-Roma, Galleria la Gradiva, “Corrado Cagli (1910-1976)”.

1985
- Arezzo. Sale delle Logge del Vasari, “Cagli. Disegni 1933-1976”.
- Roma, Il punto Centro Arte Contemporanea, “Corrado Cagli, opera grafica”.
- Siena, Palazzo Pubblico-Magazzini del Sale, “Il Cagli romano. AnniVenti/Trenta”.
- Roma, Università “La Sapienza”.

1986
- Taormina, Palazzo Duchi di Santo Stefano e Biblioteca Comunale,“Cagli Miti a Taormina 1931-76”.
- Umbertide, Rocca di Umbertide, “Cagli e Leonconcilio alle Ceramiche Rometti”.

1987
- Roma, Galleria d'Arte Eliseo,“Corrado Cagli”.
- Umbertide, Rocca di Umbertide,“Cagli. Disegni per la libertà”,
- Messina. Palazzo dei Leoni,“Cagli disegni 1932-1976”.
- Seravezza, Villa Pellizzari.
- Bologna, Galleria La Bancarella.
- Trieste, Galleria Banelli.

1988
- Carrara, Galleria Atelier, “Corrado Cagli la collezione Ebe CagliSteidenberg”.
- Carpi, Castello dei Pio, Sala degli stemmi, “Cagli dalla collezione Ebe Cagli Seidenberg”.
- Nizza di Sicilia, Galleria Comunale d'Arte Contemporanea, “Cagli opera grafica”.
- Sulmona, Palazzo dell'Annunziata,XV Premio Sulmona, “Omaggio a Cagli”.
- Monterotondo, Grafica Campioli,“Cagli opera grafica”.
- Fiuggi, Galleria La Barcaccia,“Dipinti di Cagli, 1923-1973”.

1989
- Roma, Galleria La Gradiva, “Corrado Cagli (1910-1976). Gli anni Cinquanta”.
- Sanremo, Villa Ormond, Galleria Comunale d'arte moderna, “Cagli”.
- Verona, Palazzo Forti, Galleria d'Arte Moderna, “Corrado Cagli. Mostra antologica”.
- Udine, Galleria d'Arte Moderna, “Cagli: immaginare la libertà, 1931-1976”.

1990
- Palermo, La Robinia, “Attraverso Cagli”.
- Pinerolo, Galleria E.S., “Corrado Cagli 1949-1966”.

1991-1992
- Roma, Galleria La Borgognona,“Cagli 1934-1973”.

1992
- Teatro Argentina, Roma, “Il Teatro di Cagli, scenografia, costumi e macchine teatrali”.

1993
- Roma, Galleria La Gradiva,“Cagli dipinti e disegni 1932-1947”.

1996
- Pontassieve, Rignano sull'Arno,“Cagli: Mito e Realtà”.
- Fiuggi, Teatro Comunale, “Il Teatro di Cagli”.

1999
- Marsala, ex convento del Carmine,“I percorsi del Mito, 1929-1976”.
- Roma, Archivio Farnese, “Corrado Cagli, gli anni della Scuola Romana 1932-1938”.

1999-2000
- Serra de' Conti, convento di San Francesco, “Il Teatro delle Forme.'Dal Primordio all'archetipo”.

2000
- Sesto Fiorentino, Rifugio Gualdo,“Omaggio a Corrado Cagli”.

2003
- Teramo, Pinacoteca Civica e Museo Archeologico, “Cagli, tra figurazione e astrazione”.
- Avezzano, Archivio di Stato.
- Pordenone, Galleria Sagittaria.
- Udine, Civici Musei, “Cagli dei fotografi”.

2004
- Avezzano, Palazzo Torlonia.
- Pordenone, Museo Civico di Pordenone, “Corrado Cagli all'Expo di Parigi nel 1937. Le tavole del Museo Civico di Pordenone”.
- Pordenone, Galleria Sagittaria,“Cagli. Opere 1932-1976”.
- Cagli, Museo archeologico della Flaminia,“Da Cagli a Cagli. Disegni di Corrado Cagli”.

2005
- Padova, Padiglione UNESCO, “Corrado Cagli, 18 disegni per la libertà”.

2006
- Ancona, Lazzaretto, “Cagli” (antologica).

2007
- Benevento, Palazzo Paolo V, “Cagli ‘L'Opera' 1931-1976”.
- Taormina, ex Chiesa del Carmine,“Cagli, Opera Grafica”

2009
- Sesto Fiorentino, Rifugio Gualdo,“Cagli. Il teatro scene e costumi”.
- Umbertide, Rocca di Umbertide, “Cagli. Disegni 1931-1976”.

2010
- Pordenone, Galleria d'ArteModerna e Contemporanea, “Corrado Cagli e il suo Magistero”.
- Ravenna, Palazzo Mauro De Andrè, “Corrado Cagli. Una metamorfosi continua”.

2011
- Umbertide, Rocca di Umbertide, “Cagli dei fotografi”.

2014
- Taormina, ex Chiesa del Carmine, "Cagli. Mito a Taormina".

2016
- Asti, Palazzo Mazzetti, "Corrado Cagli. Attualità per il tempo della continuità".

2018
- Londra, Brun Fine Art, "Corrado Cagli: from Rome to New York", a cura di Alberto Mazzacchera.

2019-2020
- Roma, Palazzo Cipolla, "Corrado Cagli. Folgorazioni e mutazioni", a cura di Bruno Corà.